# 5月7日
5月7日是阳历年的第127天（闰年是128天），离一年的结束还有238天。

## 大事记

### 19世紀以前
- 558年：位於君士坦丁堡的阿亞索菲亞主圓頂徹底倒塌，拜占庭皇帝查士丁尼一世下令修復。
- 1615年：豐臣秀賴、真田信繁等人發動大阪夏之陣中的天王寺岡山之戰。
- 1718年：讓-巴蒂斯特·勒·蒙（英语：Jean-Baptiste Le Moyne, Sieur de Bienville）和密西西比公司建立法國殖民地，且為紀念腓力二世而命名為「紐奧良」。
- 1794年：马克西米连·罗伯斯庇尔要求國民公會確立最高主宰崇拜為法蘭西第一共和國的國教。

### 19世紀
- 1824年：德國作曲家路德維希·范·貝多芬創作的作品《第9號交響曲》在維也納劇院首次演出。
- 1832年：希腊脫離鄂圖曼帝國独立。
- 1895年：俄罗斯发明家亚历山大·波波夫向物理和化学协会发表用于探测闪电的无线电收信机。

### 20世紀
- 1915年：英国卢西塔尼亚号邮轮在爱尔兰外海遭到德国U-20号潜艇击沉，造成1198人死亡。
- 1920年：中国第一条民用航空线开航[1]。
- 1942年：二战：日美珊瑚海海战。

- 1945年：納粹德国宣布无条件投降。

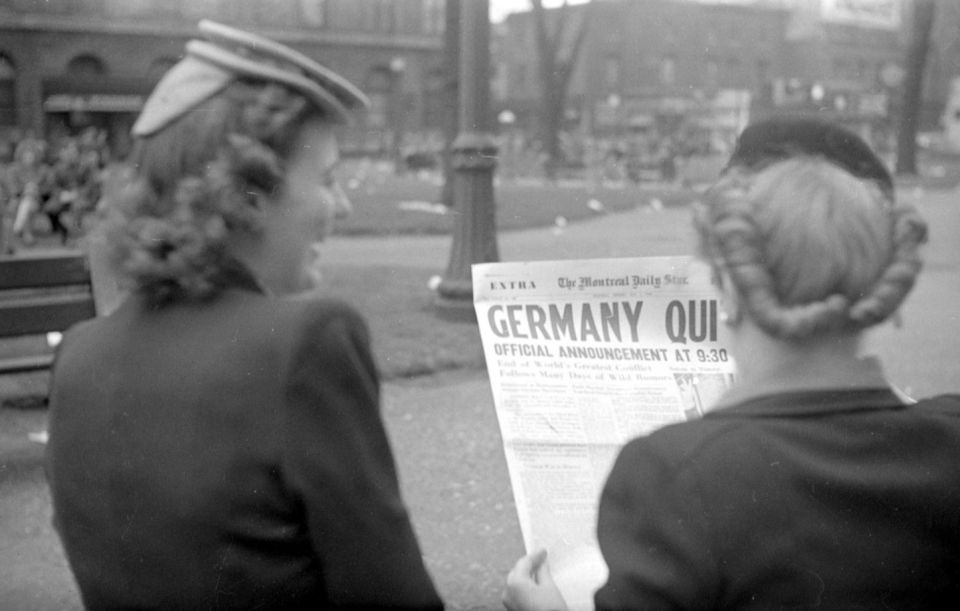
Montreal Daily Star: "Germany Quit", 1945年5月7日

- 1946年：井深大和盛田昭夫在日本首都東京成立東京通信工業株式會社，後來改名為「索尼」。
- 1952年：英国电子工程师杰弗里·达莫（英语：Geoffrey Dummer）首次提出积体电路的概念，为所有现代电脑的基础。
- 1954年：越南独立同盟会领导的越南人民军攻下法国军队驻守的奠边府市，奠边府战役结束。
- 1967年：香港六七暴動開始。
- 1973年：华盛顿邮报揭露出水门事件。
- 1992年：美国奋进号航天飞机在佛罗里达州肯尼迪航天中心首次发射升空。
- 1993年：維傑通加就任斯里蘭卡總統。
- 1998年：蘋果公司宣佈將推出iMac電腦。
- 1999年：几内亚比绍军事将领马内发动军事政变，推翻总统维埃拉领导的政权。
- 1999年：五八事件：北約盟軍的一架F-117夜鷹戰鬥攻擊機轟炸中國駐南斯拉夫聯盟共和國大使館，造成使館內三名中國記者死亡。（北京时间5月8日）

### 21世紀
- 2002年：中國北方航空6136號班機在大連墜毀，112人罹難。
- 2012年：台灣蔣渭水高速公路雪山隧道发生火燒車事故，造成2人死亡，31人輕重傷。

## 出生
- 1397年：朝鮮世宗李祹，朝鮮國國王（1450年逝世）
- 1711年：大衛·休謨，蘇格蘭哲學家、經濟學家、歷史學家（1776年逝世）
- 1754年：儒貝爾，法國文人（1824年逝世）
- 1763年：約瑟夫·波尼亞托夫斯基，波蘭帝國元帥（1813年逝世）
- 1812年：羅勃特·白朗寧，英國詩人、劇作家（1889年逝世）
- 1833年：，德国古典主义作曲家（1897年逝世）
- 1840年：彼得·柴科夫斯基，俄罗斯作曲家（1893年逝世）
- 1847年：阿奇博爾德·普里姆羅斯，英國政治人物，曾任英國首相（1929年去世）
- 1861年：罗宾德拉纳特·泰戈尔，英屬印度詩人、哲學家、反現代民族主義者，1913年諾貝爾文學獎得主（1941年逝世）
- 1875年：威廉·霍伊特，美國男子田徑運動員（1954年逝世）
- 1878年：奧爾良的伊莎貝爾，法国公主和吉斯公爵夫人（1961年逝世）
- 1880年：奧斯卡·佩龍，德國數學家（1975年逝世）
- 1883年：長谷川清，日本海軍軍人，第18任臺灣總督（1970年逝世）
- 1892年：約瑟普·布羅茲·狄托，南斯拉夫革命家、政治家，南斯拉夫社會主義聯邦共和國總統（1980年逝世）
- 1901年：賈利·古柏，美國男演員（1961年逝世）
- 1905年：劉啟光，台灣社運人士（1968年逝世）
- 1911年：本多豬四郎，日本導演（1993年逝世）
- 1914年：葉飛，中國人民解放軍開國上將之一（1999年逝世）
- 1919年：伊娃·裴隆，阿根廷第一夫人（1952年逝世）
- 1926年：黃世惠，台灣企業家
- 1929年：毛昭晰，中國文物學家（2023年逝世）
- 1933年：王慶豐，臺灣政治人物，前任花蓮縣縣長（2024年逝世）
- 1935年：迈克尔·霍普金斯，英國建築師（2023年逝世）
- 1940年：杰里·哈克尼斯，美國NBA聯盟前職業籃球運動員（2021年逝世）
- 1943年：方剛，香港立法會議員
- 1946年：新井滿，日本作家、作曲家、歌手、攝影師、連環畫家（2021年逝世）
- 1946年：，英國兒童文學作家、詩人、電視主持人、政治專欄作家
- 1947年：馬魯夫·巴希特，約旦政治人物，前任約旦首相（2023年逝世）
- 1949年：瑪麗-喬治·比費，法國政治家
- 1950年：J·R·理察，美國職棒大聯盟投手（2021年逝世）
- 1955年：陳小霞，台灣音樂人、作曲人
- 1959年：翁美玲，香港演員（1985年逝世）
- 1960年：阿尔穆德娜·格兰德斯，西班牙小说家（2021年逝世）
- 1961年：大目仔，台灣演員（2013年逝世）
- 1964年：駱達華，香港演員
- 1964年：鐵炮塚葉子，日本女性聲優
- 1965年：邰智源，台灣藝人
- 1965年：，北爱尔兰足球運動員
- 1966年：陳星，中國男歌手
- 1969年：金友莊，台灣藝人
- 1969年：佐藤二朗，日本男演員、編劇、導演
- 1969年：阿尼斯·巴斯威丹，印尼政治人物
- 1970年：上田晉也，日本搞笑藝人、主持人
- 1970年：金秀路，韓國男演員
- 1973年：錢韋杉，台灣女藝人
- 1975年：楊童舒，中國女演員
- 1976年：楊正光，香港足球運動員
- 1978年：，美國籃球運動員
- 1979年：窪塚洋介，日本演員、歌手
- 1979年：比帕莎·巴蘇，印度演員
- 1979年：范筱梵，台灣女演員
- 1980年：奈良徹，日本男性聲優
- 1980年：田口清隆，日本電影導演、特攝導演
- 1981年：林津平，臺灣棒球選手
- 1981年：小沈陽，中國男演員
- 1983年：曾嘉敏，臺灣棒球選手
- 1985年：J·巴拉文，哥倫比亞歌手
- 1987年：紺野朝美，日本女子偶像團體早安少女組。成員
- 1988年：馬晋，中國女子羽球運動員
- 1989年：土岐隼一，日本男性聲優
- 1989年：Raina，韓國女子偶像團體After School成員
- 1989年：紀仁安，法國著名騎師
- 1990年：麻吉弟弟，台灣男歌手
- 1991年：JUSTHIS，韓國饒舌歌手
- 1993年：尹邵熙，韓國女演員
- 1993年：宋伊人，加拿大華裔女演員
- 1994年：陳妤，台灣女演員
- 1994年：陸平中，香港足球運動員
- 1995年：錢蓓婷，中國女子偶像團體SNH48成員
- 1995年：傑克·亨德利，蘇格蘭職業足球員
- 1996年：李相赫，韓國職業電競選手
- 1998年：MrBeast，美國YouTuber、慈善家
- 1999年：佐藤優樹，日本女子偶像團體早安少女組。成員
- 2001年：段原瑠瑠，日本女子偶像團體Juice=Juice成員
- 2001年：丁真珍珠，中國大陸網紅人
- 2002年：方藝潭，韓國男子偶像團體TREASURE前成員，現為個人solo歌手
- 2004年：Minji，韓國女子偶像團體NewJeans成員
- 生年不詳：小村將，日本男性聲優
- 生年不詳：黑瀨優子，日本女性聲優

## 逝世
- 973年：，神聖羅馬帝國皇帝。（912年出生）
- 1602年：李贽，中国明代作家。（1527年出生）
- 1657年：鍋島勝茂，日本安土桃山時代武將、江戶時代外樣大名，佐賀藩藩主。（1580年出生）
- 1718年：摩德納的瑪麗，英格蘭王后。（1658年出生）
- 1805年：威廉·佩蒂，英國首相，輝格黨領袖。（1737年出生）
- 1825年：安東尼奧·薩里耶利，義大利古典樂作曲家，教師。（1750年出生）
- 1840年：卡斯帕·大衛·弗雷德里希，德國浪漫主義風景畫家。（1774年出生）
- 1873年：薩蒙·波特蘭·蔡斯，美國政治人物、法學家，第6任美國首席大法官。（1808年出生）
- 1886年：弗朗索瓦·波倫，荷蘭博物學家、商人。（1842年出生）
- 1896年：亨利·霍華德·福爾摩斯，美國連環殺手。（1860年出生）
- 1937年：愛德華·埃勒斯，丹麥皮膚病學家。（1863年出生）
- 1946年：赫伯特·麥考萊，奈及利亞民族主義者、政治家。（1864年出生）
- 1949年：李白，中国共产党革命烈士。（1910年出生）
- 1975年：艾弗里·布伦戴奇，美國體育官員。（1887年出生）
- 1977年：山岸外史，日本評論家。（1904年出生）
- 1981年：杜聿明，國民革命軍陸軍中將。（1904年出生）
- 1990年：安·畢肖普，英國生物學家。（1899年出生）
- 1990年：张恩虬，中国科学院院士。（1916年出生）
- 1997年：葉漢，澳門企業家。（1904年出生）
- 1998年：阿蘭·麥克萊德·科馬克，美國物理學家，1979年諾貝爾生理學或醫學獎得主。（1924年出生）
- 2001年：程兆熊，臺灣農學家、教育家、文學家，被譽為「臺灣蘋果之父」。（1907年出生）
- 2007年：周策縱，中國歷史學家。（1916年出生）
- 2007年：迭戈·科拉萊斯，美國拳擊運動員。（1977年出生）
- 2011年：威拉德·博伊爾，加拿大物理學家，2009年諾貝爾物理學獎得主。（1924年出生）
- 2013年：許乘睿，台灣青棒新星。（1995年出生）
- 2015年：林恩魁，台灣醫師。（1922年出生）
- 2017年：吴文俊，中國数學家。（1919年出生）
- 2022年：尤里·阿維爾巴赫，俄羅斯西洋棋特級大師。（1922年出生）
- 2022年：傑克·凱勒，美國男演員。（1946年出生）
- 2022年：胡台麗，台灣人類學家。（1950年出生）
- 2022年：姜受延，韩国女演员。（1966年出生）
- 2024年：金己南，北韓政治人物。（1929年出生）
- 2024年：保羅·帕克曼，美國醫生科學家、病毒學家。（1932年出生）
- 2025年：克萊奧帕·姆蘇亞，坦尚尼亞政治人物，第3任坦尚尼亞總理。（1931年出生）

## 节假日和习俗
- 世界愛滋孤兒日
- ：工程師節
- ：祖國保衛者日（英语：Defender of the Fatherland Day (Kazakhstan)）
- 越南：奠邊府戰役紀念日